# Pigí (ort i Grekland, Epirus, Nomós Ioannínon)
Pigí (Pigi) är en ort i Grekland.   Den ligger i prefekturen Nomós Ioannínon och regionen Epirus, i den nordvästra delen av landet, 300 km nordväst om huvudstaden Aten. Pigí ligger 821 meter över havet och antalet invånare är 101.
Terrängen runt Pigí är bergig åt sydost, men åt nordväst är den kuperad. Runt Pigí är det glesbefolkat, med 9 invånare per kvadratkilometer. Närmaste större samhälle är Kónitsa, 3,3 km sydväst om Pigí. I omgivningarna runt Pigí växer i huvudsak blandskog.